# Ulysses (Film)
Ulysses ist ein Schwarz-Weiß-Film aus dem Jahr 1967 von Joseph Strick. Der Film basiert auf dem Roman Ulysses von James Joyce. Für die Romanverfilmung mussten Kapitel des Romans ausgelassen werden, andere wurden neu zusammengestellt. Erstaufführungsdatum in der Bundesrepublik Deutschland war der 10. April 1970.

## Handlung
Der zugrundeliegende Roman schildert den 16. Juni 1904 (den Bloomsday) im Leben des Dubliner (Dublin steht auch für Ithaka) Annoncenakquisiteurs jüdischen Glaubens Leopold Bloom (Odysseus), seiner aus Gibraltar stammenden Frau Molly (Penelope) und den des Stephen Dedalus (Telemachos und Daidalos) von acht Uhr morgens bis spät in die Nacht.

## Hintergrund
Der Film löste 1967 beim Festival in Cannes wegen Obszönitäten einen Proteststurm aus. Die Bundesrepublik Deutschland gab den Film erst 1970 für die öffentliche Vorführung frei, in Irland unterlag er bis ins Jahr 2000 Beschränkungen. Er lief in Cannes mit teilweise geschwärzten Untertiteln und war sonst nur zensiert zu sehen.

## Kritiken
„Nur in Ansätzen gelungene Verfilmung des ausufernden Romans von James Joyce […]. Handwerklich zwar außerordentlich professionell, inszenatorisch aber meist akademisch und uninspiriert. Blasphemien und Obszönitäten im Dialog erhalten dabei ein ungerechtfertigtes Übergewicht.“

„[…] gescheitert an der Unverfilmbarkeit […]“

„Der epochemachende […] Roman von James Joyce in einer akzeptablen, zweieinviertelstündigen englischen Breitwand-Verfilmung, die freilich das Heikle und streckenweise auch Gotteslästerliche der Vorlage stark und drastisch aufbereitete. Deshalb sind diese 19 Stunden eines Dubliner Tages im Leben jenes ungarisch-jüdischen Mannes und seiner Frau sowie des jungen irischen Studenten, mit den damit verbundenen Gesprächen und Gedanken, Träumen und Visionen, nur etwas für ein literaturinteressiertes, reifes Publikum.“

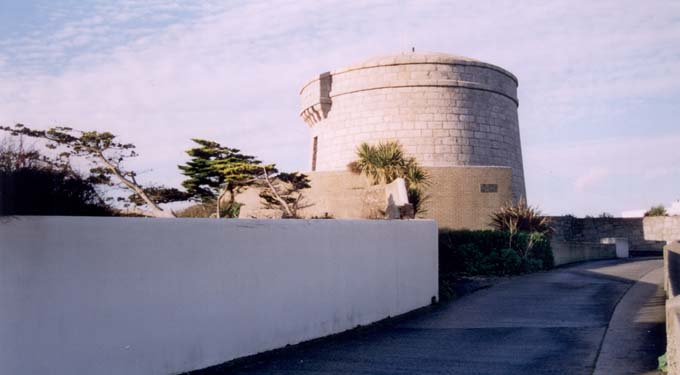
Der James Joyce Tower (Martello-Turm) in Dún Laoghaire (Irland)

Kritiker Roger Ebert nannte den Film den zweitbesten des Jahres 1967 (nach dem Klassiker Bonnie and Clyde).

## Ehrungen
Die Filmbewertungsstelle Wiesbaden vergab das Prädikat „Besonders wertvoll“.
Academy Awards 1968
- Nominierung Oscar in der Kategorie Bestes adaptiertes Drehbuch für Joseph Strick und Fred Haines

British Film Academy Awards 1968
- Insgesamt drei Nominierungen für Barbara Jefford, Wolfgang Suschitzky und Milo O’Shea

Cannes Film Festival 1967
- Nominierung Goldene Palme für Joseph Strick

Directors Guild of America 1968
- Nominierung DGA Award in der Kategorie Outstanding Directorial Achievement in Motion Pictures für Joseph Strick

Golden Globes 1968
- Nominierung Golden Globe als Best English-Language Foreign Film (UK)

National Board of Review 1967
- Wurde zu den Top-Ten-Filmen gewählt